# Neu-Ulm
Neu-Ulm är en stad i Landkreis Neu-Ulm i Regierungsbezirk Schwaben i förbundslandet Bayern i Tyskland. Den ligger vid Bayerns västgräns och på andra sidan Donau återfinns universitetsstaden Ulm i delstaten Baden-Württemberg. Folkmängden uppgår till cirka 62 000 invånare, och staden bildar tillsammans med Ulm och förorter ett storstadsområde med cirka 375 000 invånare.
Neu-Ulm skapades 1810 då Ulm blev en del av Württemberg och områdena söder om Donau stannade kvar hos Bayern. Staden har sedan de amerikanska trupperna lämnade den 1991 kommit att genomgå en stor omvandling vilket bland annat skett med sikte på Landesgartenschau 2008.

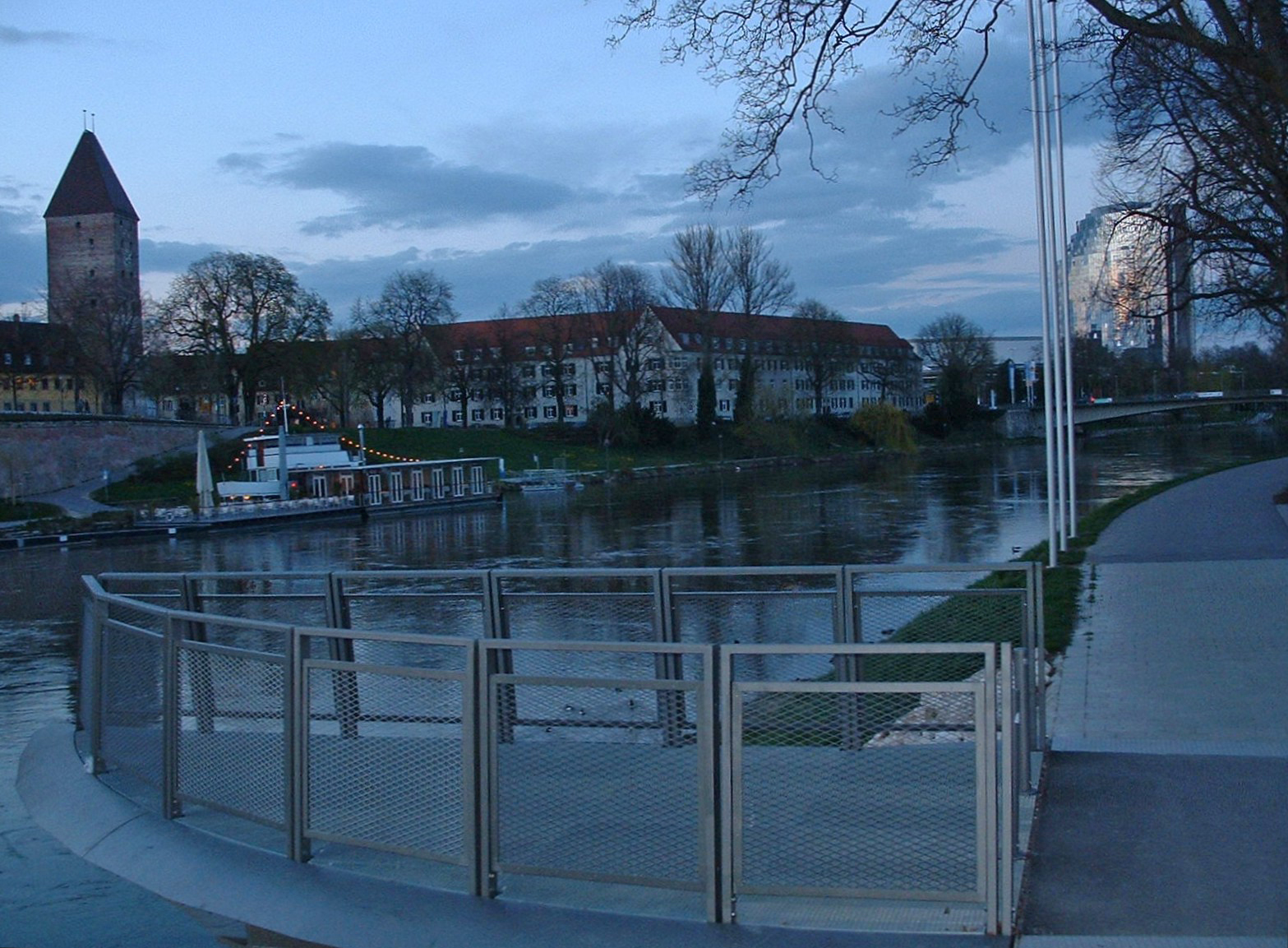